# Кемеровская агломерация
Ке́меровская агломера́ция — моноцентрическая городская агломерация, сформировавшаяся вокруг административного центра региона — города Кемерово. Одна из крупнейших городских агломераций Кемеровской области с населением 647 219 чел. (2025), что составляет 25,61 % населения Кемеровской области и 3,92 % населения Сибирского федерального округа. По численности населения в Кемеровской области до 2022 года уступала только Новокузнецкой агломерации, население которой составляет 1 282 972 чел. (2021).
Агломерация расположена на севере Кемеровской области на территории двух муниципальных районов: Кемеровского и Топкинского. Ядро агломерации образуют города Кемерово, Берёзовский и Топки.

## Состав агломерации
Состав Кемеровской агломерации утверждён постановлением Законодательного собрания Кемеровской области от 14 апреля 2022 года № 2459 «О создании Кемеровской агломерации»:
| Муниципальное образование | Площадь км² | Численность населения, чел. (2025) |
| ------------------------- | ----------- | ---------------------------------- |
| Городские округа:         |             |                                    |
| Кемеровский               | 329,251     | ↘542 928                           |
| Анжеро-Судженский         | 366,40      | ↘68 622                            |
| Беловский                 | 220,15      | ↘117 941                           |
| Берёзовский               | 124,043     | ↘45 333                            |
| Ленинск-Кузнецкий         | 119,44      | ↘93 582                            |
| Полысаевский              | 49,29       | ↘28 256                            |
| Тайгинский                | 553,44      | ↘22 823                            |
| Юргинский                 | 62,40       | ↘77 092                            |
| Муниципальные округа:     |             |                                    |
| Беловский                 | 3184,05     | ↘24 205                            |
| Ижморский                 | 3621,934    | ↘9488                              |
| Кемеровский               | 4299,87     | ↘44 910                            |
| Крапивинский              | 6882,23     | ↘21 510                            |
| Ленинск-Кузнецкий         | 2356,116    | ↗138 130                           |
| Мариинский                | 5606,84     | ↘50 001                            |
| Топкинский                | 3083,08     | ↘45 088                            |
| Тисульский                | 8083,60     | ↘17 727                            |
| Топкинский                | 2773,56     | ↘14 048                            |
| Тяжинский                 | 3531,012    | ↘17 891                            |
| Чебулинский               | 3741,27     | ↘12 877                            |
| Юргинский                 | 2474,00     | ↘19 250                            |
| Яйский                    | 2505,93     | ↘15 225                            |
| Яшкинский                 | 2968,51     | ↘25 792                            |
| Итого:                    | 56936,416   | 1 452 719                          |

В таким образом определённых границах Кемеровская агломерация занимает бо́льшую часть всей Кемеровской области (59,5 %), а площадь агломерации (почти 57 тыс. км²) превышает площадь целого ряда субъектов Российской Федерации (38 субъектов РФ меньше по площади Кемеровской агломерации, в том числе такие как Псковская, Новгородская, Самарская, Воронежская области, Республика Дагестан, Смоленская, Астраханская, Московская, Пензенская области). Плотность населения Кемеровской агломерации в указанных границах составляет всего 23,6 чел./км², что меньше средней плотности населения самой Кемеровской области (27,2 чел./км²), то есть Кемеровская агломерация является самой малонаселённой частью Кемеровской области.

## География
Расположение
Кемеровская агломерация находится на севере Кемеровской области, которая располагается на юго-востоке Западной Сибири. На севере агломерация граничит с Томской областью, на востоке — с Красноярским краем и Республикой Хакасия, на юге — с Новокузнецкой агломерацией Кемеровской области, на западе — с Новосибирской областью.
Гидрография
Речная сеть принадлежит бассейну Оби и отличается значительной густотой. Наиболее крупные реки — Томь и Искитимка.

## Транспорт
Воздушный
- Международный аэропорт Кемерово имени Алексея Архиповича Леонова — общий для агломерации.

Железнодорожный
- Южно-Кузбасская ветка Западно-Сибирской железной дороги.

Крупнейшие железнодорожные узлы агломерации: Кемерово, Топки.
Автомобильный
- М-53 Новосибирск — Кемерово — Иркутск,
- Р-384 Кемерово- Новокузнецк,
- Кемерово — Промышленная,
- Кемеровская кольцевая автомобильная дорога.

Пассажирский
- Автобус (все города),
- троллейбус (Ленинск-Кузнецкий, Кемерово),
- трамвай (Кемерово).

Водный
- Кемерово — Змеинка (протяженностью 83 км)[7].

Города Топки и Березовский соединены регулярным автобусным сообщением с Кемеровым. Автобусы ходят каждые 15 — 20 минут.

## Образование
Высшее профессиональное образование
- Кузбасский государственный технический университет имени Т. Ф. Горбачева (КузГТУ) — Кемерово
- Кемеровский государственный университет (КемГУ) — Кемерово
- Кемеровский государственный институт культуры (КемГИК) — Кемерово
- Кемеровский государственный медицинский университет (КемГМУ) — Кемерово
- Кемеровский государственный сельскохозяйственный институт (КГСХИ) — Кемерово
- Кузбасский институт экономики и права (КИЭП) — Кемерово
- Кузбасский областной педагогический институт (КОПИ) — Кемерово

Среднее профессиональное образование
- Кемеровский областной колледж культуры и искусств
- Кемеровский областной медицинский колледж
- Кемеровский профессионально-педагогический колледж
- Кемеровский профессионально-технический колледж
- Берёзовский политехнический техникум
- Кемеровский горнотехнический техникум
- Кузбасский техникум архитектуры геодезии и строительства (КузТАГиС)
- Топкинский технический техникум